# Probostwo (Więckowy)
Probostwo – część wsi Więckowy w Polsce, położona w województwie pomorskim, w powiecie starogardzkim, w gminie Skarszewy. Wchodzi w skład sołectwa Więckowy.
W latach 1975–1998 Probostwo administracyjnie należało do województwa gdańskiego.